# Bassus strigatus
Bassus strigatus är en stekelart som först beskrevs av Günther Enderlein 1920.  Bassus strigatus ingår i släktet Bassus och familjen bracksteklar. Inga underarter finns listade.